# Excelsa-Kaffee
Excelsa-Kaffee (Coffea liberica var. dewevrei, Syn.: Coffea excelsa A.Chev., Coffea dewevrei De Wild. & T.Durand) ist eine Kaffeesorte. Die Sorte gilt als Bohnenrarität und wurde 1904 am Tschadsee entdeckt. 
Die Größe der Bohnen entspricht in etwa denen des Robusta-Kaffees, während Wuchs und Blätter Coffea liberica gleichen. Sie hat von allen Bohnensorten den kräftigsten Wuchs. Vor allem die Fähigkeit, auf trockenerem Boden gut zu gedeihen und auch in regenarmen Jahren einen befriedigenden Ertrag zu erwirtschaften, zeichnet sie aus. Heute wird diese Sorte vornehmlich im Tschad angebaut und macht ca. 1 % der Kaffee-Weltproduktion aus. Excelsakaffee gilt wegen der Knappheit und seines starken Aromas einerseits als Rarität, andererseits jedoch als gewöhnungsbedürftig.
Excelsa-Kaffee ist eine Varietät der Art Coffea liberica, deren Nominatform (var.liberica) im Deutschen als Liberica-Kaffee bezeichnet wird.